# Émile Pichot
Émile-Jules Pichot né le 22 septembre 1857 à La Chapelle-Vendômoise et mort le 12 janvier 1936 à Menars est un peintre français.

## Biographie
Émile Pichot est le fils de Charles Pichot et de Clémence Richomme, valet et femme de chambre à Paris.
Élève d'Alexandre Cabanel et de James Bertrand, il remporte le second grand prix de Rome en 1879.
En 1882, il obtient de l'École des beaux-arts de Paris le prix Caylus (tête d'expression), le prix De Latour (demi-figure peinte dite de torse), ainsi que la grande médaille d'émulation.
Il meurt le 12 janvier 1936 à Menars.

## Œuvres
- Autoportrait, 1878, Hamilton, Art Gallery of Hamilton (en)[1].
- La Mort de Démosthène, 1879, Sète, musée Paul-Valéry.

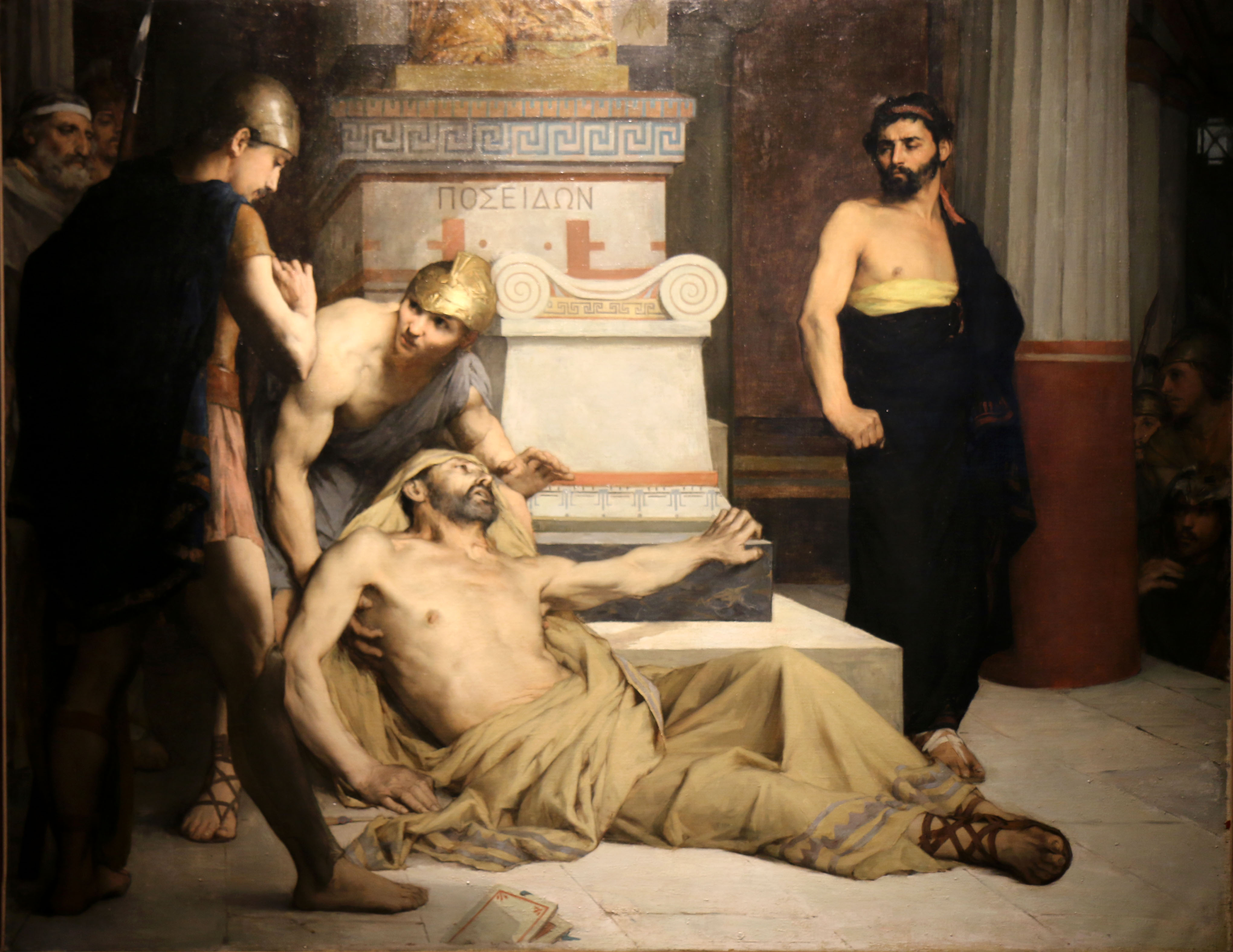
La Mort de Démosthène (1879), Sète, musée Paul-Valéry.